# Norda Prismo
Norda Prismo fu una rivista letteraria in lingua esperanto; uscì con cadenza bimestrale dal 1955 al 1975.
Suo fondatore e primo redattore fu Ferenc Szilágyi, alla cui morte successe William Auld fino al 1972.